# Ellen Day Hale

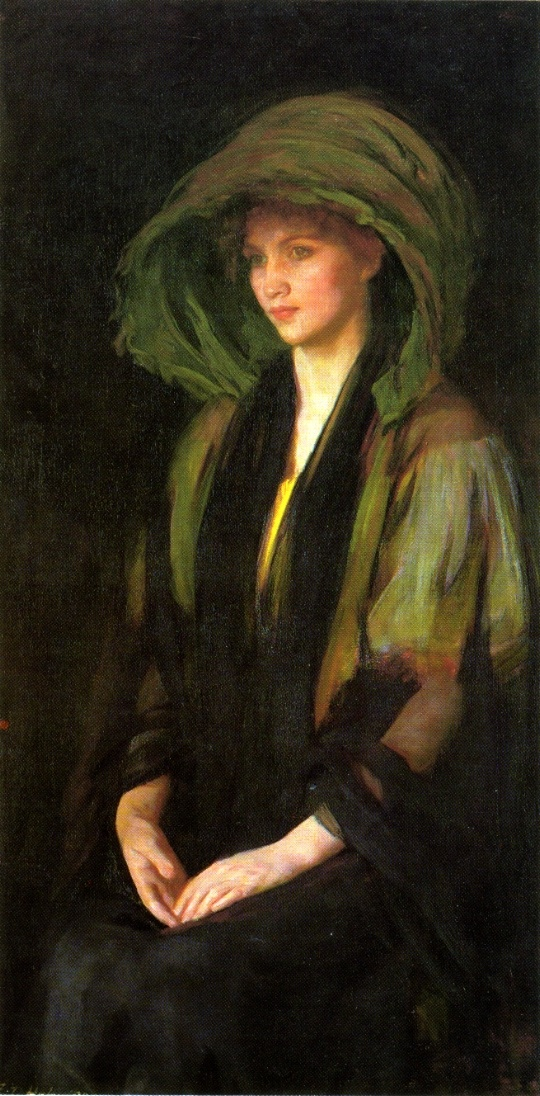
Il copricapo verde, 1904

Ellen Day Hale (Worcester, 11 febbraio 1855 – Brookline, 11 febbraio 1940) è stata una pittrice statunitense.

## Biografia
Ellen Day Hale nacque a Worcester, nello Stato del Massachusetts. La famiglia Hale, appartenente all'élite cittadina, era profondamente legata all'arte. Suo padre, Edward Everett Hale era uno scrittore e la sua prozia Harriet Beecher Stowe fu l'autrice del romanzo La capanna dello zio Tom.

Educata sotto la guida di sua zia Susan Hale, Ellen ricevette le prime nozioni d'arte figurativa da William Rimmer (1816–1879). Studiò quindi a Boston, presso l'atelier di William Morris Hunt e di Helen M. Knowlton (1832–1918), mentre accudiva ai suoi sette fratelli e sorelle.
Più tardi decise di trasferirsi a Parigi per studiare all'Académie Julian, dove fu allieva di Pierre-Auguste Cot.
Nel 1884 Ellen incontrò Gabrielle de Veaux Clements (1858–1948), che divenne la sua compagna di vita e alla quale insegnò l'arte dell'incisione.
Alla fine degli anni 1880 esse sperimentarono assieme le prime acqueforti a colori eseguite negli Stati Uniti.
Ellen s'impegnò molto per esporre le sue opere e per farsi apprezzare, ma purtroppo ottenne solo un marginale riconoscimento della sua arte.

Espose Un hiver americain e An Old Retainer al Salon di Parigi, e A New England Girl alla Royal Academy of Arts di Londra. Il suo ritratto June del 1883, che mostra una giovane donna mentre cuce, che porta uno chignon e indossa un vestito a quadretti, si trova ora nella collezione del National Museum of Women in the Arts.
Ellen Day Hale si spense a 85 anni, in un borgo alla periferia di Boston, dove aveva il suo atelier.

## Alcune opere
- Early Vegetables, Charleston, S.C., 1918[4]
- Lady with a Fan
- An Old Retainer
- A New England Girl
- Beppo
- June
- An american winter
- Lilies
- Morning news
- Self portrait

## Scritti
- History of Art: A Study of the lives of Leonardo, Michelangelo, Raphael, Titian and Albrecht Dürer, Boston e Chicago, Charles H. Kerr & Co., 1888, OCLC 32953577.

## Galleria d'immagini

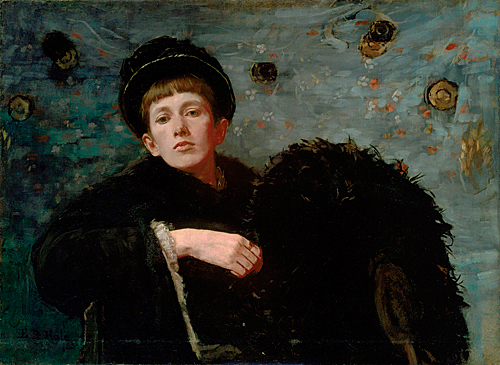
Autoritratto, 1885
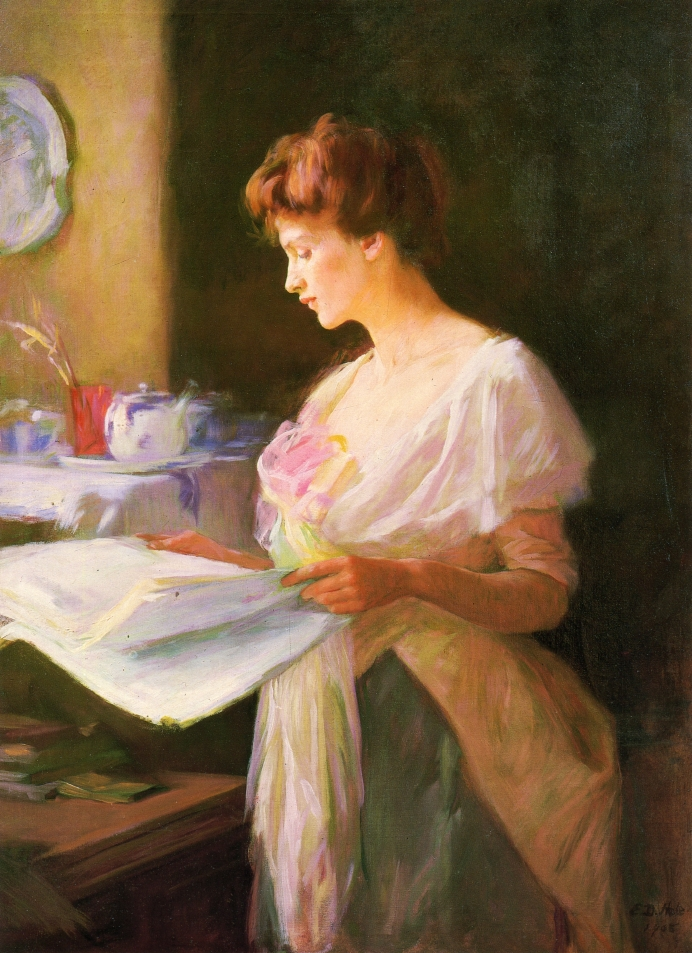
Le notizie del mattino, 1905
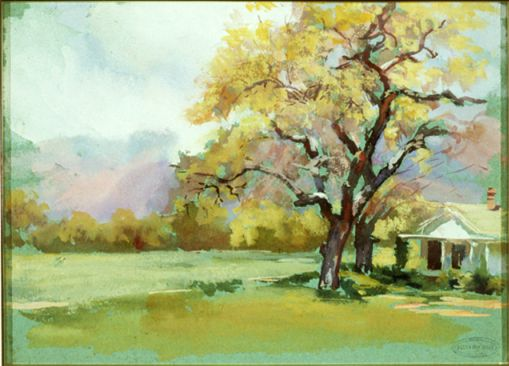
Dimora estiva, 1925
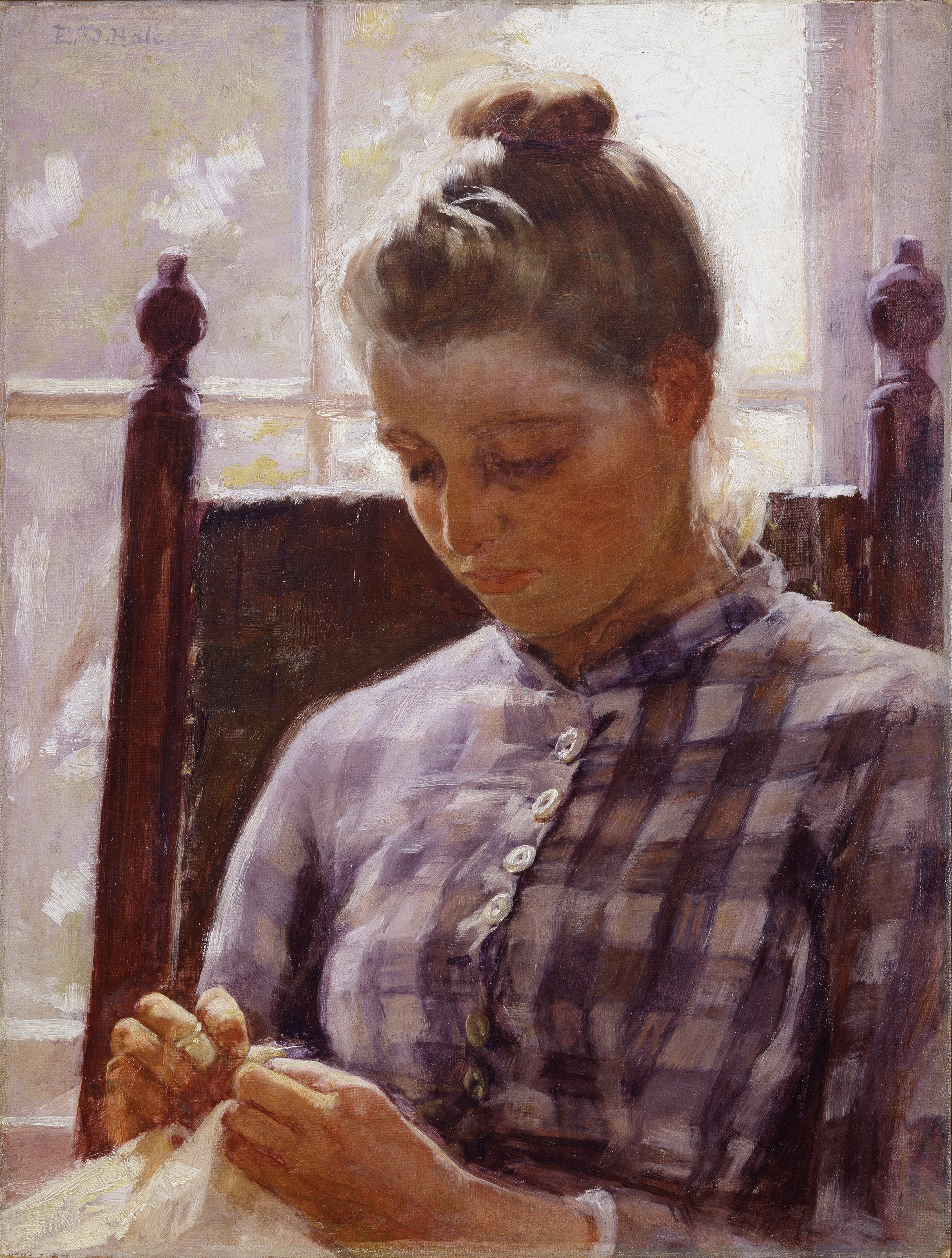
June, 1893 circa
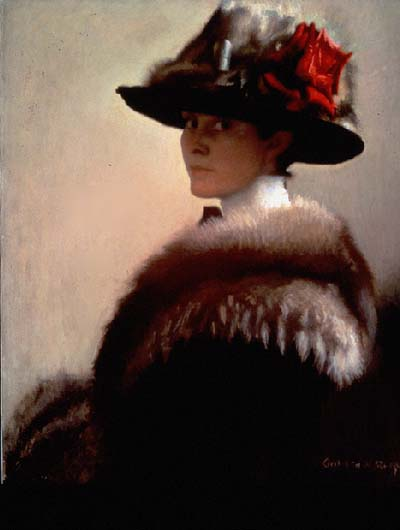
Ritratto, 1900 circa